# Vládní dluh České republiky

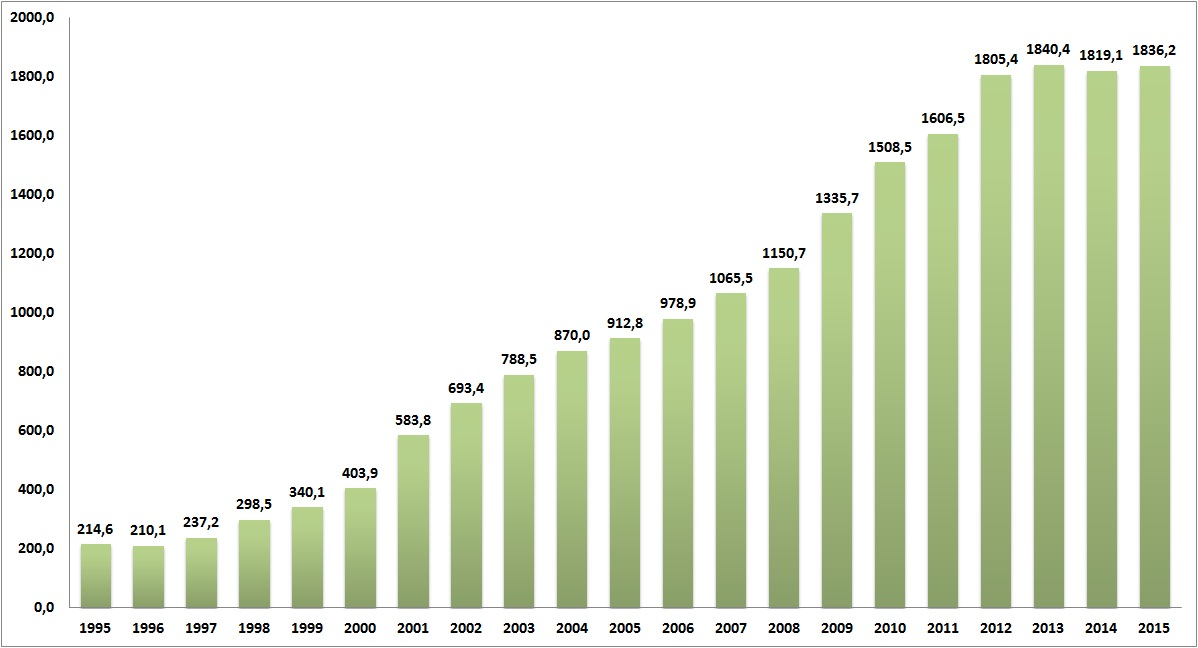
Vládní dluh v letech 1995–2015 (v mld. Kč)

Vládní dluh (také veřejný dluh) České republiky je často mylně zaměňován s českým státním dluhem. Vládní dluh tvoří právě zmiňovaný státní dluh, nicméně i dluhy obcí, krajů, vládních příspěvkových organizací, státních fondů a zdravotních pojišťoven. Státní dluh tvoří dlouhodobě cca 90 % celkového zadlužení země (vládního dluhu). Česká republika měla k 31.12.2015 šestý nejnižší vládní dluh ze všech 28 členských zemí Evropské unie a to ve výši 41,1 % HDP (1836,2 mld. Kč), což je meziročně o 1,6 p. b. méně. Mezi odborníky a experty bývá upřednostňován v ukazatelích celkový vládní dluh, nikoliv státní, který je naopak častěji zmiňován veřejností.
Zadlužení České republiky tedy nedosahuje ani poloviny zadlužení EU, jehož hodnota činí 86 % HDP. Státy eurozóny dluží vůči svým hrubým domácím produktům ještě více a to 92 %. Pro porovnání, nejzadluženější zemí světa je Japonsko, které v roce 2015 dlužilo 229,2 % HDP.

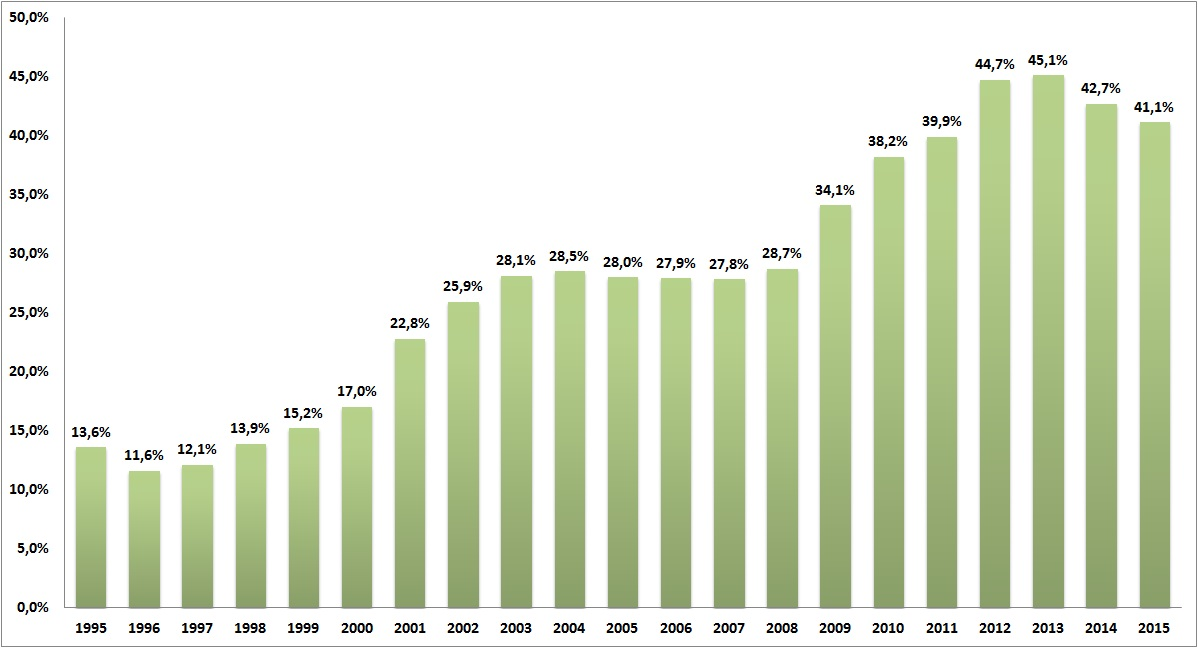
Vládní dluh v letech 1995–2015 (v % HDP)

S vládním (veřejným) dluhem jsou spojena i tzv. maastrichtská konvergenční kritéria, která stanovují mimo jiné fiskální bariéry. Podle nich by vládní dluh neměl překročit 60 % HDP (ČR měla maximální výši dluhu 45,1 % HDP v roce 2013) a deficit veřejných financí by neměl být vyšší než 3 % HDP. Druhé pravidlo ČR porušila v roce 2005, kdy byl schodek 3,1 % HDP a poté po vypuknutí světové finanční krize, kdy v roce 2009 deficit činil 5,5 % HDP, přičemž k poslednímu překonání 3% hranice došlo v roce 2012. Od roku 2013 tak Česko plní obě fiskální kritéria.

## Vývoj vládního dluhu
Růst vládního dluhu započal rokem 1996 a zastavil se až v roce 2013, přičemž za toto období se jeho hodnota zvýšila o více než 1,63 bilionu Kč. Tento negativní trend nezastavil ani silný výkon ekonomiky v letech 2004 až 2007, kdy hrubý domácí produkt rostl v průměru o 6 % ročně.
K prudkému zvýšení dluhu došlo po vypuknutí světové finanční krize v roce 2008, kdy došlo k velkému výpadku výběru daní, což zapříčinilo v roce 2009 rekordní deficit veřejných financí ve výši 216,2 mld. Kč (5,5 % HDP). Od tohoto roku dochází ke snižování deficitu, což má za příčinu nižší růst dluhu. Schodek byl mimořádně vysoký pouze v roce 2012 a to kvůli finančnímu vypořádání se s církvemi v rámci tzv. církevních restitucí ve výši 59 miliard korun. Výjimkou trendu je pak ještě rok 2014, kdy došlo k velkému uvolnění investic ze strany vládního sektoru.
Hospodaření veřejných financí České republiky skončilo v roce 2015 mimořádně dobře, kdy došlo ke snížení jejich deficitu z 1,9 % HDP na 0,4 % HDP, což umožnilo snížení vládního dluhu ze 42,7 % HDP na 41,1 % HDP. Nominálně pak deficit činil 18,7 mld. Kč (nejmenší od začátku měření srovnatelnou metodikou v roce 1995) a dluh dosáhl výše 1836,2 mld. Kč.

## Fiskální ukazatele vládního dluhu a salda veřejných financí (v mld. Kč)[4]
| rok        | HDP, nominální | vládní dluh | vládní dluh  | vládní dluh         | saldo veřejných financí | saldo veřejných financí | saldo veřejných financí | premiér a vláda                         | ministr financí                       |
| rok        | HDP, nominální | nominální   | podíl na HDP | změna podílu na HDP | nominální               | podíl na HDP            | změna podílu na HDP     | premiér a vláda                         | ministr financí                       |
| ---------- | -------------- | ----------- | ------------ | ------------------- | ----------------------- | ----------------------- | ----------------------- | --------------------------------------- | ------------------------------------- |
| 1995       | 1580           | 214,6       | 13,6 %       | x                   | -196,4                  | -12,4 %                 | x                       | Václav Klaus I (ODS, KDU-ČSL, KDS, ODA) | Ivan Kočárník (ODS)                   |
| 1996       | 1813           | 210,1       | 11,6 %       | -2,0 p. b.          | -55,2                   | -3,1 %                  | +9,3 p. b.              | Václav Klaus I (ODS, KDU-ČSL, KDS, ODA) | Ivan Kočárník (ODS)                   |
| 1997       | 1953           | 237,2       | 12,1 %       | +0,5 p. b.          | -68,2                   | -3,5 %                  | -0,4 p. b.              | Václav Klaus II (ODS, KDU-ČSL, ODA)     | Ivan Kočárník (ODS), Ivan Pilip (ODS) |
| 1998       | 2143           | 298,5       | 13,9 %       | +1,8 p. b.          | -99,5                   | -4,6 %                  | -1,1 p. b.              | Josef Tošovský (nestranická)            | Ivan Pilip (ODS/US)                   |
| 1999       | 2237           | 340,1       | 15,2 %       | +1,3 p. b.          | -77,1                   | -3,4 %                  | +1,2 p. b.              | Miloš Zeman (ČSSD)                      | Ivo Svoboda (ČSSD)                    |
| 2000       | 2373           | 403,9       | 17,0 %       | +1,8 p. b.          | -82,3                   | -3,5 %                  | -0,1 p. b.              | Miloš Zeman (ČSSD)                      | Pavel Mertlík (ČSSD)                  |
| 2001       | 2563           | 583,8       | 22,8 %       | +5,8 p. b.          | -136,8                  | -5,3 %                  | -1,8 p. b.              | Miloš Zeman (ČSSD)                      | Jiří Rusnok (ČSSD)                    |
| 2002       | 2675           | 693,4       | 25,9 %       | +3,1 p. b.          | -167,7                  | -6,3 %                  | -1,0 p. b.              | Miloš Zeman (ČSSD)                      | Jiří Rusnok (ČSSD)                    |
| 2003       | 2801           | 788,5       | 28,1 %       | +2,2 p. b.          | -179,3                  | -6,4 %                  | -0,1 p. b.              | Vladimír Špidla (ČSSD, KDU-ČSL, US-DEU) | Bohuslav Sobotka (ČSSD)               |
| 2004       | 3058           | 870,0       | 28,5 %       | +0,4 p. b.          | -82,9                   | -2,7 %                  | +3,7 p. b.              | Vladimír Špidla (ČSSD, KDU-ČSL, US-DEU) | Bohuslav Sobotka (ČSSD)               |
| 2005       | 3258           | 912,8       | 28,0 %       | -0,5 p. b.          | -101,4                  | -3,1 %                  | -0,4 p. b.              | Stanislav Gross (ČSSD, KDU-ČSL, US-DEU) | Bohuslav Sobotka (ČSSD)               |
| 2006       | 3507           | 978,9       | 27,9 %       | -0,1 p. b.          | -79,1                   | -2,3 %                  | +0,8 p. b.              | Jiří Paroubek (ČSSD, KDU-ČSL, US-DEU)   | Bohuslav Sobotka (ČSSD)               |
| 2007       | 3832           | 1065,5      | 27,8 %       | -0,1 p. b.          | -26,6                   | -0,7 %                  | +1,6 p. b.              | Mirek Topolánek I (ODS)                 | Vlastimil Tlustý (ODS)                |
| 2008       | 4015           | 1150,7      | 28,7 %       | +0,9 p. b.          | -84,6                   | -2,1 %                  | -1,4 p. b.              | Mirek Topolánek II (ODS, KDU-ČSL, SZ)   | Miroslav Kalousek (KDU-ČSL)           |
| 2009       | 3922           | 1335,7      | 34,1 %       | +5,4 p. b.          | -216,2                  | -5,5 %                  | -3,4 p. b.              | Mirek Topolánek II (ODS, KDU-ČSL, SZ)   | Miroslav Kalousek (KDU-ČSL)           |
| 2010       | 3954           | 1508,5      | 38,2 %       | +4,1 p. b.          | -174,5                  | -4,4 %                  | +1,1 p. b.              | Jan Fischer (úřednická)                 | Eduard Janota (nestr.)                |
| 2011       | 4023           | 1606,5      | 39,9 %       | +1,7 p. b.          | -110,1                  | -2,7 %                  | +1,7 p. b.              | Petr Nečas (ODS, TOP 09, VV/LIDEM)      | Miroslav Kalousek (TOP 09)            |
| 2012       | 4042           | 1805,4      | 44,7 %       | +4,8 p. b.          | -159,6                  | -3,9 %                  | -1,2 p. b.              | Petr Nečas (ODS, TOP 09, VV/LIDEM)      | Miroslav Kalousek (TOP 09)            |
| 2013       | 4077           | 1840,4      | 45,1 %       | +0,4 p. b.          | -51,1                   | -1,3 %                  | +2,6 p. b.              | Petr Nečas (ODS, TOP 09, VV/LIDEM)      | Miroslav Kalousek (TOP 09)            |
| 2014       | 4261           | 1819,1      | 42,7 %       | -2,4 p. b.          | -83,1                   | -1,9 %                  | -0,6 p. b.              | Jiří Rusnok (úřednická)                 | Jan Fischer (nestr.)                  |
| 2015       | 4472           | 1836,2      | 41,1 %       | -1,6 p. b.          | -18,7                   | -0,4 %                  | +1,5 p. b.              | Bohuslav Sobotka (ČSSD, ANO, KDU-ČSL)   | Andrej Babiš (ANO)                    |
| 2016 odhad | 4657           | 1844,0      | 39,6 %       | -1,5 p. b.          | 2,1                     | 0,0 %                   | +0,4 p. b.              | Bohuslav Sobotka (ČSSD, ANO, KDU-ČSL)   | Andrej Babiš (ANO)                    |

## Postavení českého vládního dluhu ve světovém kontextu
Česká republika má v porovnání s nejvyspělejšími zeměmi světa jeden z nejnižších vládních dluhů. Jeho výše k HDP navíc již druhým rokem klesá a nominálně zůstává stabilní. Tímto trendem se z EU může chlubit už jen dalších 11 zemí. Ministerstvo financí České republiky navíc do budoucna předpokládá další mírný pokles vládního dluhu, v nejhorším pak jeho stagnaci. Velmi příznivé postavení České republiky na poli zadlužení a samotného hospodaření se odráží ve zlepšujícím se hodnocení finanční situace republiky, které získává renomovaných světových ratingových agentur. Naopak mnoha zemím Evropy byl ve spojitosti s neudržitelným zadlužováním rating snížen (Řecko, Itálie, Španělsko, Portugalsko, Francie, Belgie a další).

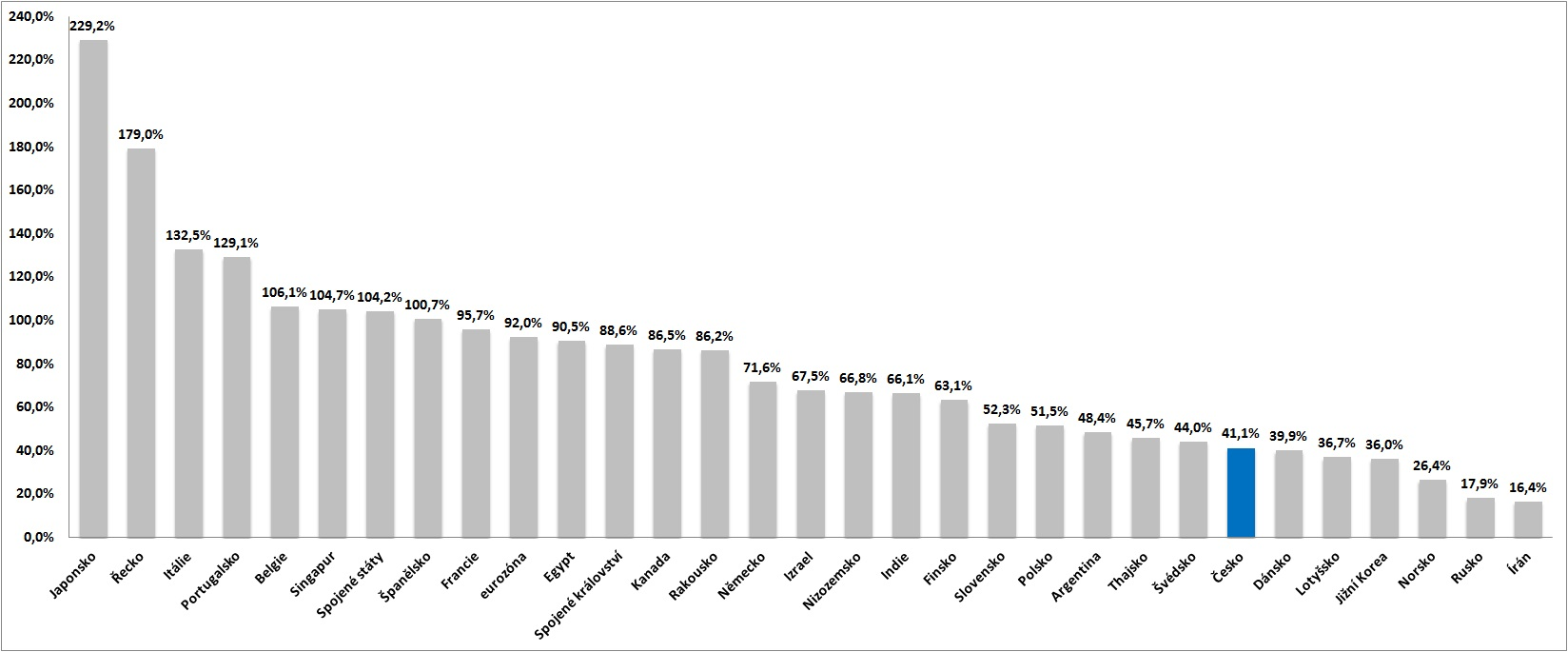
Vládní dluhy vybraných zemí světa (v % HDP)